# Johan Schloemann
Johan Schloemann (geboren am 2. Juni 1971 in Bochum) ist ein deutscher Altphilologe und Journalist. Seit 2004 arbeitet er als Redakteur bei der Süddeutschen Zeitung.

## Leben
Johan Schloemann studierte Klassische Philologie und Philosophie in Freiburg, Kopenhagen und Berlin. An der Philosophischen Fakultät der Humboldt-Universität zu Berlin wurde er 2001 mit einer Dissertation zur griechischen Rhetorik promoviert. Er war Gastwissenschaftler (Visiting Fellow) an der School of Advanced Study der University of London. Er arbeitete als Berater für Public Relation und ab 2001 schrieb er als Redakteur der Frankfurter Allgemeinen Zeitung in Berlin über Wissenschaftsthemen. Von 2004 bis 2021 war er im Feuilleton der Süddeutschen Zeitung für Geisteswissenschaften und Debatten zuständig. In der Video-Kolumne Schloemanns Auslese auf Sueddeutsche.de rezensierte er bis 2013 Sachbücher und Romane. Seit 2021 arbeitet er für das Politikressort der SZ.
In seinem 2019 erschienenen Buch ‘I have a dream‘. Die Kunst der freien Rede verfolgt er die 2500-jährige Geschichte und Wirkung der Rhetorik in politischen und religiösen Reden seit der attischen Demokratie bis zu den amerikanischen Präsidentschaftswahlen der Gegenwart. Es wurde unter anderen von Uwe Walter in der Frankfurter Allgemeinen Zeitung und von Wolfgang Hellmich in der Neuen Zürcher Zeitung sowie von Anette Gnam im SWR2 positiv rezensiert.
Schloemann lebt in München.

## Auszeichnungen
- 2010: Helmut-Sontag-Preis[5]

## Veröffentlichungen
Monografie
- „I have a dream“. Die Kunst der freien Rede. Von Cicero bis Barack Obama. Verlag C. H. Beck, München 2019, ISBN 978-3-406-74189-0.

Philologische Fachartikel
- Entertainment and democratic distrust: the audience's attitudes towards oral and written oratory in classical Athens, in: Ian Worthington. John Foley (Hrsg.): Epea and Grammata. Oral and Written Communication in Ancient Greece, Brill, 2002, ISBN 978-90-04-35092-2, S. 133–146
- Spontaner und vorbereiteter Vortrag. Hypokrisis im dritten Buch der Aristotelischen Rhetorik, aus der Zeitschrift Philologus, im Druck 1. Dezember 2000, online 1. Januar 2016, doi:10.1524/phil.2000.144.2.206